# Christian Walton
Christian Timothy Walton (ur. 9 listopada 1995 w Truro) – angielski piłkarz występujący na pozycji bramkarza w angielskim klubie Ipswich Town. Wychowanek Plymouth Argyle, w trakcie swojej kariery grał także w takich zespołach, jak Brighton & Hove Albion, Bury, Luton Town, Southend United, Wigan Athletic oraz Blackburn Rovers. Młodzieżowy reprezentant Anglii.